# Save Me from Myself (singel)
Save Me from Myself – ballada popowa stworzona na piąty album studyjny amerykańskiej piosenkarki Christiny Aguilery pt. Back to Basics (2006). Wyprodukowany przez Lindę Perry, utwór wydany został w Stanach Zjednoczonych jako singel promocyjny styczniem 2008 roku.
Odbiór piosenki przez krytyków muzycznych był jednoznacznie pozytywny.

## Informacje o utworze
Skomponowany w akustycznej formie utwór napisany został przez Aguilerę, Lindę Perry i Billa Bottrella oraz wyprodukowany przez samą Perry, która zagrała w nim także na gitarze klasycznej. Christina Aguilera i Linda Perry stworzyły już wcześniej balladę „Beautiful” (2002), która odniosła fenomenalny sukces oraz stała się jedną z najpopularniejszych piosenek wokalistki. Gatunkowo „Save Me from Myself” stanowi hybrydę popu, muzyki akustycznej, adult contemporary oraz bluesa. Piosenka dedykowana jest byłemu mężowi Aguilery, Jordanowi Bratmanowi, za którego artystka wyszła w listopadzie 2005 roku.
W tekście utworu wokalistka kieruje w stronę Bratmana słowa uznania, będąc mu wdzięczną za ofiarowaną miłość i oddanie, a także upragnione poczucie bezpieczeństwa. „Jutro może być chwiejne, lecz ty nigdy się ode mnie nie odwrócisz”, śpiewa Aguilera. Wykonawczyni udzieliła wypowiedzi na temat utworu w wywiadzie dla MTV: „Nie opiera się na głośnym śpiewie, wokalnej gimnastyce, niczym szalonym – chciałam, by utwór był bardzo uproszczony i naprawdę surowy. (...) Nie ma w nim popisów wokalnych, (...) jest łagodny śpiew, rejestrowany blisko mikrofonu.” Według Aguilery, „Save Me from Myself” bazuje na gitarze akustycznej i gustownym kwartecie smyczkowym. Aranżacją instrumentów, które wykorzystano w studio nagraniowym, zajęli się Linda Perry oraz członkowie kwartetu The Section Quartet. Piosenka skomponowana została w tonacji E-dur, a oparta jest na wolnych ruchach 120 uderzeń na minutę. Zwrotki oparto na progresji od Cm do Gm7. Głos Aguilery opiera się na oktawach, od E3 do F5.

## Wydanie singla
Piosenka posłużyła w Stanach Zjednoczonych za szósty i finalny singel z albumu Back to Basics, pełniąc jedynie funkcję singla promocyjnego. Na terenie USA „Save Me from Myself” spotkał się z ograniczoną emisją airplayową w styczniu 2008 roku, między innymi ze względu na powiązaną z utworem promocję linii perfum Aguilery. Utwór emitowany był głównie w sieci radiofonii KISS-FM. Wcześnie w 2008 amerykańskie stacje radiowe ogłosiły też interaktywny quiz, którego zwycięzców nagradzano singlami DVD „Save Me from Myself”. Wytłoczono jedynie pięćset kopii tychże, nie były one dostępne w sprzedaży, a na ich ogół składały się utwór muzyczny oraz zrealizowany do niego wideoklip w jakości DVD. Ballada zyskała nieznaczną emisję radiową także w Polsce, Szwajcarii, Belgii i Szwecji, a większą w Rosji i na Ukrainie.

## Opinie
Nicole Hogsett, redaktorka serwisu internetowego Yahoo! Voices, przypisała "Save Me from Myself" pozycję siódmą w rankingu dziesięciu najlepszych piosenek Christiny Aguilery. Zdaniem redaktorów witryny the-rockferry.onet.pl, „Save Me from Myself” to jedna z pięćdziesięciu najlepszych kompozycji nagranych przez Aguilerę w latach 1997–2010. W zestawieniu o nazwie „Piosenki Christiny Aguilery, których nie nigdy nie słyszałeś, a powinieneś” dziennikarka muzyczna Lexxie Ehrenkaufer (hypable.com) rekomendowała nagranie jako jeden z najbardziej wartościowych utworów w dyskografii artystki. „Prostota tej kompozycji czyni z niej twór wybitny”, pisała Ehrenkaufer. W marcu 2014 roku interaktywny serwis top50songs.org podał, że internauci uznają „Save Me from Myself” za jedną z trzydziestu najlepszych piosenek w karierze Aguilery. Zdaniem Jeffa Benjamina (fuse.tv), „Save Me from Myself” to druga w kolejności najlepsza kompozycja nagrana na album Back to Basics. Sebastian Mucha, dziennikarz piszący dla strony popheart.pl, wskazał „Save Me from Myself” jako jedną z dziesięciu najlepszych niesinglowych piosenek Aguilery (utwór wydano jedynie na wąsko dystrybuowanym singlu promocyjnym).

### Recenzje
Odbiór piosenki przez krytyków muzycznych był jednoznacznie pozytywny. Autor strony internetowej musicaddiction2.com wydał kompozycji wysoce przychylną recenzję: „To szaleństwo, że 'Save Me from Myself’ jest jednym z moich ulubionych utworów Aguilery, podczas gdy jest to też najprostszy utwór w jej karierze. Dostajemy tylko gitarę akustyczną, miękkie struny i Christinę śpiewającą w bardzo wrażliwy sposób swoim anielskim głosem. Ten utwór jest właśnie tym, czego piosenkarka potrzebowała po kilku (przyznajmy to) przekombinowanych wokalnie kawałkach. Bardzo podoba mi się wysoki rejestr, śpiewany przez Aguilerę falsetem pod koniec piosenki”. Według Paula Flynna, redaktora brytyjskiego czasopisma The Observer, w balladzie pobrzmiewają echa country-rockowego splendoru Shelby Lynne.

## Teledysk
Do piosenki zrealizowano wideoklip, który powstał w reżyserii samej Christiny Aguilery oraz jej współpracownika, Paula Korvera. Ukazał się z okazji przyjścia na świat pierwszego dziecka artystki, synka Maksa Lirona Bratmana, opublikowany w dzień po jego narodzinach, 13 stycznia 2008 roku. W klipie można zobaczyć prywatne nagrania ze ślubu Aguilery i jej męża Jordana Bratmana. Na gitarze gościnnie zagrała w nim Linda Perry. Pomimo iż teledysk nie spotkał się z medialną promocją, już po czterdziestu ośmiu godzinach od momentu swojej premiery internetowej stał się trzynastym najchętniej oglądanym filmem w sieci. W Holandii, w zestawieniu stu najczęściej wyświetlanych w serwisie YouTube klipów, uplasował się na pozycji #2. Teledysk szybko stał się przebojem internetu.
W maju 2020 roku Karver udostępnił na Instagramie fragment alternatywnej wersji teledysku, w której przeplatają się niewidziane wcześniej ujęcia Aguilery.

## Lista utworów singla
Singel DVD
1. „Save Me from Myself” – 3:13
2. „Save Me from Myself” (wideoklip)

## Twórcy
| - Główne wokale: Christina Aguilera - Producent: Linda Perry - Autor: Christina Aguilera, Linda Perry, Bill Bottrell - Aranżacja instrumentów: Linda Perry, The Section Quartet - Gitara i kongi: Bill Bottrell, Linda Perry - Skrzypce: Eric Gorfain, Daphne Chen | - Altówka: Leah Katz - Wiolonczela: Richard Dodd - Mixer i inżynier dźwięku: Linda Perry - Asystent mixera i inżyniera dźwięku: Chris Wonzer, Kristofer Kaufman - Operator edytora Pro Tools: Andrew Chavez - Producent wokalu: Christina Aguilera, Linda Perry |

## Pozycje na listach przebojów
| Kraj             | Notowanie (2008–2021) | Wydawca     | Najwyższa pozycja |
| ---------------- | --------------------- | ----------- | ----------------- |
| Chiny            | Airplay Chart         | Soundcharts | 179               |
| Korea Południowa | Airplay Chart         | Soundcharts | 84                |

Notowania radiowe
| Kraj              | Notowanie (2008)           | Wydawca | Najwyższa pozycja |
| ----------------- | -------------------------- | ------- | ----------------- |
| Stany Zjednoczone | Kiss FM Radio Top 20 Songs | KISS FM | 13                |

## Informacje dodatkowe
- W 2010 roku cover utworu nagrała amerykańska piosenkarka rhythmandbluesowa Jordin Sparks[19].